# Lithacodia substellata
Lithacodia substellata là một loài bướm đêm trong họ Noctuidae.